# Jeff Fahey
Jeffrey David Fahey (Olean, 29 novembre 1952) è un attore statunitense.

## Biografia
Sesto di tredici fratelli, è cresciuto a Buffalo, ed è di origini irlandesi. La sua carriera inizia grazie ad una borsa di studio in danza con il Joffrey Ballet, che gli dà la possibilità di esibirsi in vari palcoscenici teatrali. Il suo primo ruolo risale al 1982 nella soap opera Una vita da vivere, interpretando Gary Corelli fino al 1985.
Il suo debutto cinematografico avviene in Silverado (1985), mentre l'anno seguente recita in Psycho III (1986) e in un episodio di Miami Vice, nei panni del trafficante d'armi Eddie Kaye che, nel corso della puntata, distrugge la Ferrari 365 Daytona del protagonista. Dopo aver recitato in Cacciatore bianco, cuore nero (1990), diretto e interpretato da Clint Eastwood, ottiene una discreta popolarità grazie al film Il tagliaerbe (1992), mentre nel 1994 ottiene una parte in Wyatt Earp.
Nel corso degli anni si è costruito una lunga filmografia composta prevalentemente di film tv e B-movie, tra cui Darkman III - Darkman morirai (1996), terzo sequel della serie dedicata a Darkman, l'eroe creato da Sam Raimi, e il thriller Il sogno di ogni donna (1996), girato per la televisione. Nel 2007 viene diretto da Robert Rodriguez in Grindhouse - Planet Terror, mentre l'anno successivo entra a far parte del cast di Lost, dalla quarta stagione in poi, interpretando il ruolo di Frank Lapidus.

## Filmografia parziale

### Cinema
- Silverado, regia di Lawrence Kasdan (1985)
- Psycho III, regia di Anthony Perkins (1986)
- Backfire - Congiure parallele (Backfire), regia di Gilbert Cates (1987)
- Boxe (Split Decisions), regia di David Drury (1988)
- True Blood, regia di Frank Kerr (1989)
- L'eredità di Miss Richards (Minnamurra), regia di Ian Barry (1989)
- Cacciatore bianco, cuore nero (White Hunter Black Heart), regia di Clint Eastwood (1990)
- Doppia identità (Impulse), regia di Sondra Locke (1990)
- Body Parts, regia di Eric Red (1991)
- Il tagliaerbe (The Lawnmower Man), regia di Brett Leonard (1992)
- Wyatt Earp, regia di Lawrence Kasdan (1994)
- Darkman III - Darkman morirai (Darkman III: Die Darkman Die), regia Bradford May (1996)
- Blue Demon, regia di Daniel Grodnik (2004)
- Grindhouse - Planet Terror (Planet Terror), regia di Robert Rodriguez (2007)
- Terror Trap, regia di Dan Garcia (2010)
- Machete, regia di Robert Rodriguez e Ethan Maniquis (2010)
- Eldorado, regia di Richard Driscoll (2010)
- La truffa perfetta (Guns, Girls and Gambling), regia di Michael Winnick (2012)
- Easy Rider: The Ride Back, regia di Dustin Rikert (2013)
- 100 gradi sotto zero, regia di R.D. Braunstein (2013)
- Beneath, regia di Ben Kitai (2013)
- Urge, regia di Aaron Kaufman (2016)
- Alita - Angelo della battaglia (Alita: Battle Angel), regia di Robert Rodriguez (2019)
- Maneater, regia di Justin Lee (2022)
- Hypnotic, regia di Robert Rodriguez (2023)
- Horizon: An American Saga, regia di Kevin Costner (2024)

### Televisione
- Miami Vice - Serie TV, episodio 3x1 (1986)
- Marshal (The Marshal) – serie TV, 25 episodi (1995)
- Più reale della realtà (Virtual Seduction), regia di Paul Ziller – film TV (1995)
- Il sogno di ogni donna (Every Woman's Dream), regia di Steven Schachter - film TV (1996)
- Il settimo papiro (The Seventh Scroll), regia di Kevin Connor – miniserie TV (1999)
- Lost – serie TV, 27 episodi (2008-2010) - Frank Lapidus
- Psych - serie TV, episodio 3x03 (2008)
- Cold Case - Delitti irrisolti (Cold Case) – serie TV, episodio 6x16 (2009)
- CSI: Miami – serie TV, episodio 7x24 (2009)
- Chuck – serie TV, episodio 5x02 (2011)
- Common Law – serie TV, episodio 1x10 (2012)
- Revolution – serie TV, episodio 1x05 (2012)
- Hawaii Five-0 – serie TV, episodio 3x12 (2013)
- Under the Dome – serie TV, episodi 1x01-1x02-1x10 (2013)
- Dal tramonto all'alba - La serie (From Dusk till Dawn: The Series) - serie TV, 4 episodi (2014)
- Falling Skies - serie TV, episodio 5x10 (2015)
- The Librarians - serie TV, episodio 2x03 (2015)
- Texas Rising – miniserie TV, 4 puntate (2015)
- Legends of Tomorrow - serie TV, episodio 2x06 (2016)
- Wu Assassins - serie TV, episodio 1x03 (2019)

## Doppiatori italiani
Nelle versioni in italiano delle opere in cui ha recitato, Jeff Fahey è stato doppiato da:
- Pasquale Anselmo in Darkman III - Darkman morirai, Lost, Femme Fatale, Hawaii Five-0, Falling Skies
- Massimo Lodolo in Doppia identità, Il settimo papiro, Chuck, Machete
- Paolo Marchese in Under the Dome, Texas Rising
- Gianni Bersanetti in Wildfire - Tempesta di fuoco, Fuori controllo
- Angelo Maggi in Locuste - L'ottava piaga, Più reale della realtà
- Massimo Rossi in Gioco di potere, Il sogno di ogni donna
- Stefano Benassi in Hijack - Ore contate, Il tagliaerbe
- Massimo Giuliani in Psycho III, Alfred Hitchcock presenta
- Luca Biagini in Temptation - Ultimo inganno, Detour - La svolta
- Saverio Indrio in Psych, Revolution
- Vittorio De Angelis in Seduzione mortale, Freefall - Caduta libera
- Pierluigi Astore in NCIS: New Orleans, 100 gradi sotto zero
- Roberto Pedicini in Sfida contro il tempo
- Fabrizio Pucci ne Il contratto
- Stefano De Sando in Grindhouse - Planet Terror
- Luca Ward in Cacciatore bianco, cuore nero
- Francesco Pannofino in Marshal
- Roberto Chevalier in The Hit List
- Piero Tiberi in Silverado
- Giorgio Locuratolo in Rewind
- Maurizio Reti in Dark Hunters
- Roberto Gammino in Wyatt Earp
- Riccardo Lombardo in Blue Demon
- Vittorio Guerrieri in Cold Case - Delitti irrisolti
- Achille D'Aniello in CSI: Miami
- Giacomo Zito in Una vita da vivere
- Ciro Sponzilli in No Witness
- Stefano Mondini in The Librarians
- Giovanni Petrucci in Urge
- Mauro Magliozzi in Alita - Angelo della battaglia
- Luca Dal Fabbro in Fire Country
- Carlo Valli in Boxe